# Jump Cut Magazin
Das Jump Cut Magazin war eine deutschsprachige Online-Filmzeitschrift.
Es wurde 1998 von Ekkehard Knörer gegründet und bot aktuelle Filmkritiken, Texte über Klassiker des Kinos, geographische Schwerpunkte und Schwerpunkte zu nahen Verwandten wie dem Theater, der Kunst oder der Literatur, Interviews, Informationen über DVDs und Filmfestivals und Hintergründe zu Regisseuren.
Die Inhalte des Jump Cut Magazins wurden mitunter von namhaften Filmkritikern beigesteuert. Nicht zuletzt in akademischen Kreisen genoss die Publikation daher hohes Ansehen. Oft bemängelter Schwachpunkt war jedoch die sehr unübersichtliche Gestaltung. Aus diesem Grund wurde das Magazin durch die Nominierungskommission des Grimme-Preises 2004 lediglich „lobend erwähnt“. Obwohl Jump Cut inhaltlich überzeugte, kam es aufgrund der Mängel hinsichtlich Struktur und Navigation nicht zu einer Nominierung.
Seit 2008 besteht das Jump Cut Magazin nicht mehr. Unter der noch immer bestehenden Webadresse wird nunmehr auf die Online-Präsenz der Filmzeitschrift Cargo verwiesen.

## Redakteure und Autoren
- Ekkehard Knörer
- Stefanie Diekmann
- Stefan Höltgen
- Ulrike Mattern
- Christoph Nuehlen
- Christoph Elles
- Sascha Rettig
- Thomas Reuthebuch
- Thomas Groh
- Michael Freerix